# Theo Olof

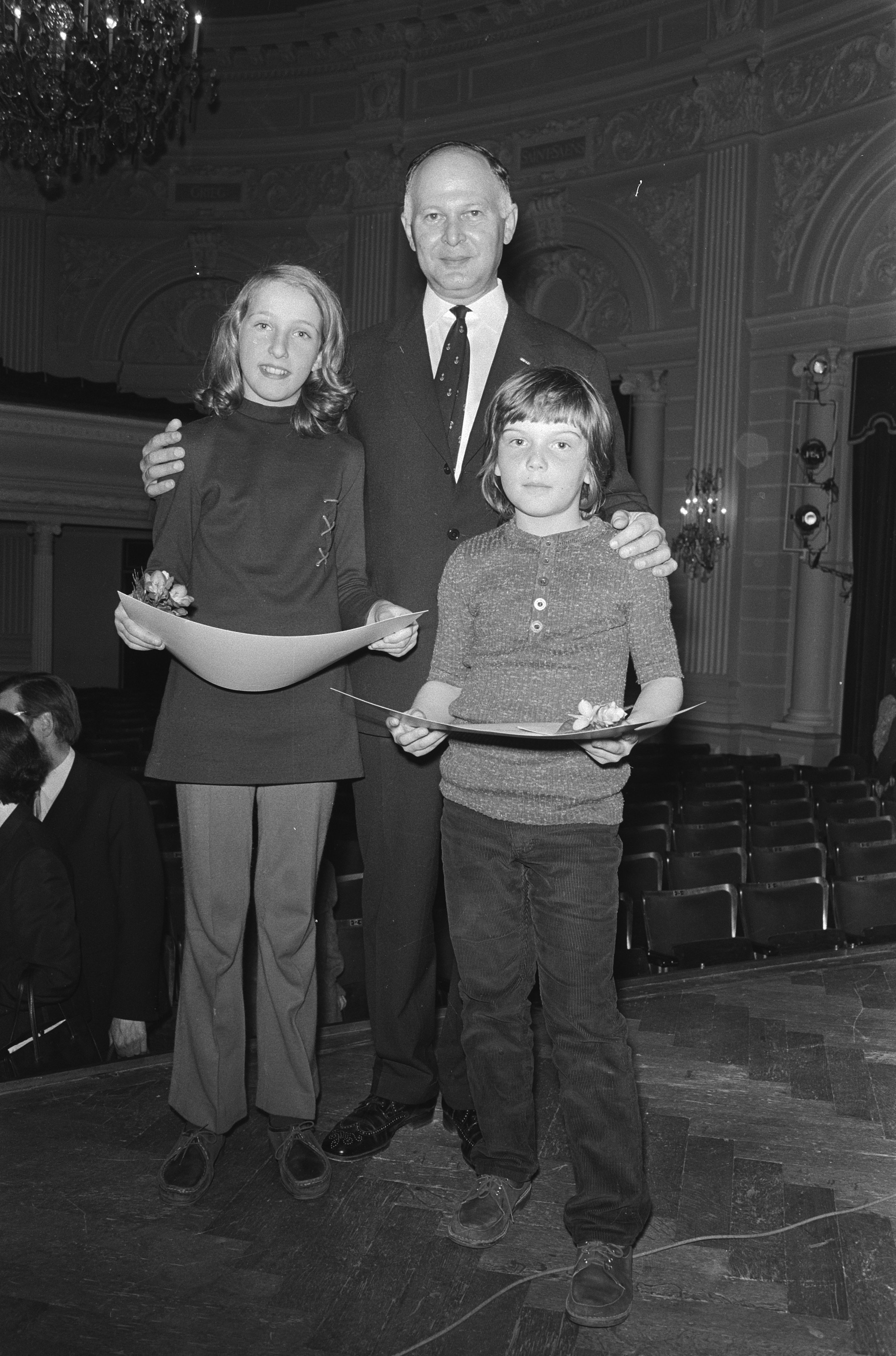
Theo Olof con i vincitori del concorso violinistico per giovani dilettanti: Iris Juda, Jaap van Zweden, 1971

Theo Olof (Bonn, 5 maggio 1924 – Amsterdam, 9 ottobre 2012) è stato un violinista e docente olandese di origine tedesca.

## Biografia
Theo Olof ricevette la prima educazione musicale dalla madre Elvira Schmuckler. Nel 1933, per evitare le persecuzioni naziste, lui e la sua famiglia si trasferirono in Olanda. Nello stesso anno iniziò a perfezionandosi con Oskar Back. Nel 1935 Olof iniziò la carriera concertistica, fece il suo debutto come solista con l'orchestra del Concertgebouw Amsterdam diretta da Bruno Walter. Oltre al repertorio tradizionale, Olof si dedicò anche alla produzione di musica contemporanea olandese e inglese. Nel 1947 diede la prima esecuzione olandese del Concerto di Benjamin Britten. Nel 1948 prese parte alla prima esecuzione del Concerto n. 1 di Alan Rawsthorne.
Nel 1951 vinse il Quarto Premio al Concorso Regina Elisabetta del Belgio, dietro a Leonid Kogan, Mikhail Waiman, Elise Cserfalvi. Formò un duo col violinista olandese Herman Krebbers. 
Dal 1950 al 1970 Olof fu una delle due spalle della Het Residentie-Orkest dell'Aja all'epoca diretta da Willem van Otterloo e dal 1974 fino al 1985 ricoprì lo stesso incarico nella Concertgebouw Orchestra in quegli anni diretta da Bernard Haitink. Condivise questi incarichi in entrambe le orchestre con Herman Krebbers.
Nel 1968 formò un duo con la pianista Janine Dacosta. Olof insegnò al Conservatorio dell'Aja (dal 1968 in qualità di professore). 
A Venezia il 12 settembre 1969, nell'ambito del Festival internazionale di musica contemporanea, prese parte alla prima esecuzione del Concerto per violino e orchestra di Bruno Maderna.
Vari autori scrissero appositamente per lui: Oscar van Hemel, Hans Henkemans, Tristan Keuris, Hans Kox, Hans Kox, Ton de Leeuw, Lorre Lynn Trytten, Jan van Vlijmen. Altri autori scrissero per il duo 'Theo Olof - Herman Krebbers': Robert de Roos, Henk Badings, Bertus van Lier, Willelm van Otterloo, Oscar van Hemel, Hendrik Andriessen, Hans Kox, Henk Badings, Géza Frid, Marius Flothuis, Hans Henkemans, Lex van Deiden, Guillaume Landre. 
Olof fu anche presidente della European String Teachers Association, e nell'ambito di tale associazione curò diverse relazioni ai Congressi internazionali dell'ESTA. Fu autore di diversi saggi in lingua olandese.